# Stazione di Izumi (Kagoshima)
La stazione di Izumi (出水駅?, Izumi-eki) è una stazione ferroviaria di Izumi percorsa dalla linea ad alta velocità del Kyūshū Shinkansen e dalla ferrovia privata ferrovia arancio Hisatsu.

## Linee

### Treni
- JR Kyushu
  - Kyūshū Shinkansen
- Hisatsu Orange Railway
  - Ferrovia arancio Hisatsu